# Том и Джери: Уили Уонка и Шоколадовата фабрика
„Том и Джери: Уили Уонка и Шоколадовата фабрика“ (на английски: Tom and Jerry: Willy Wonka and the Chocolate Factory) е американски анимационен филм от 2017 година, с участието на Том и Джери. Продуциран е от Warner Bros. Animation и Turner Entertainment Co., това е първият директно към видео филм на „Том и Джери“ да бъде разпространен международно от Warner Bros. Home Entertainment, и това е също последният директно към видео филм на „Том и Джери“ да бъде замесен със създателя на Warner Bros. Animation, Хал Гиър, който почина на 26 януари 2017 г. Филмът е анимационна адаптация от „Уили Уонка и шоколадовата фабрика“ от 1971 година (в който е базиран на книгата от 1964 г., „Чарли и шоколадовата фабрика“ от Роалд Дал) с допълнение на Том и Джери като герои.
Филмът беше пуснат чрез дигитална медия на 27 юни 2017 г., и е пуснат на домашно видео на 11 юли 2017 г.